# Базиліка Святого Іоанна

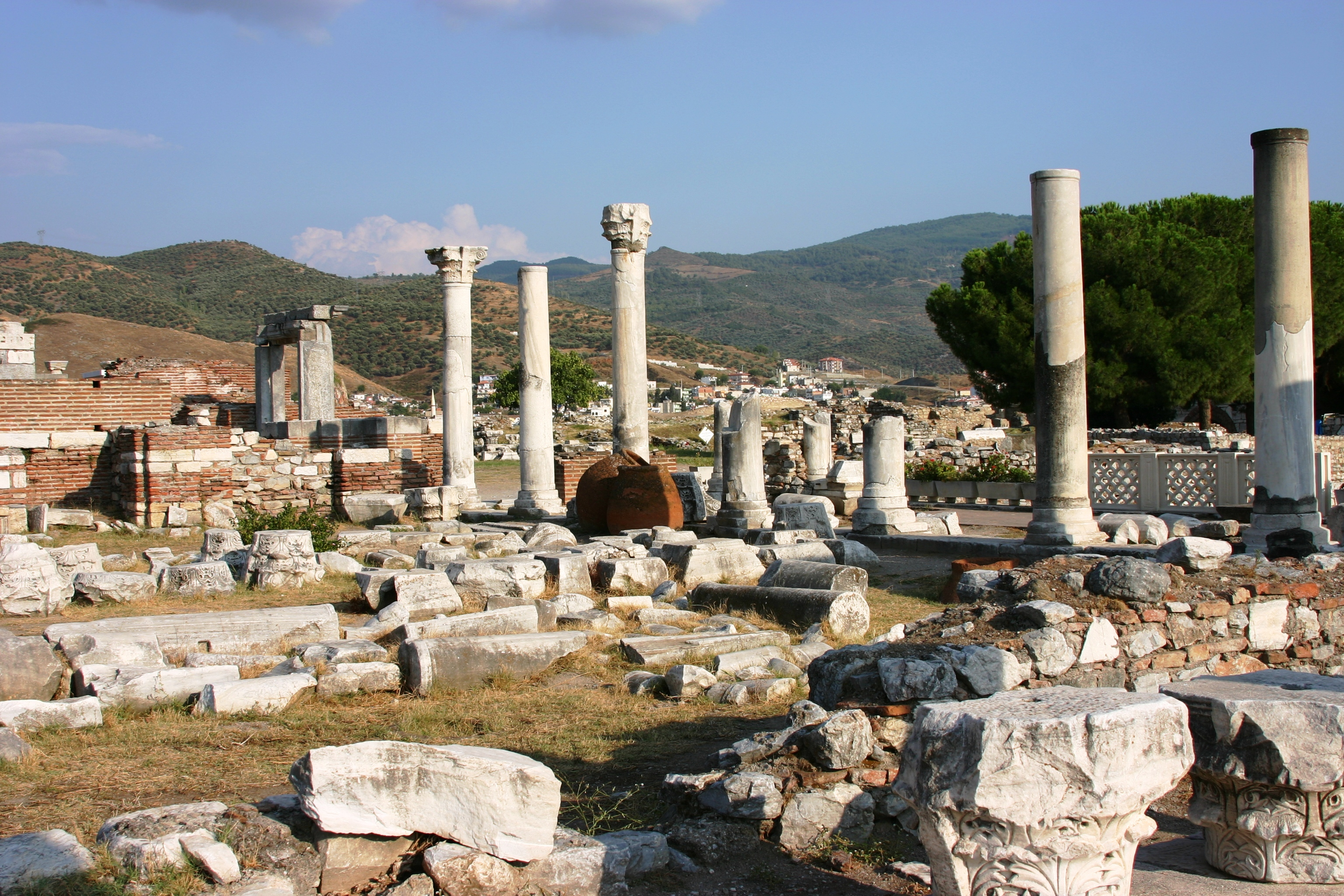
Руїни базиліки.

Базиліка Святого Іоанна ( грец. Βασιλική του Αγίου Ιωάννη του Θεολόγου) була базилікою в Ефесі. Вона була побудована Юстиніаном I у 6 столітті на місці, де нібито був похований апостол Іоанн. Вона була створена за зразком нині зруйнованої церкви Святих Апостолів у Константинополі.
Базиліка розташована на схилах пагорба Аясулук, безпосередньо біля мечеті Іса-Бея, прямо під фортецею, поблизу центру Сельчука, провінція Ізмір, Туреччина та приблизно 3,5 км (2,2 миля) з Ефесу.

## Історія

### Рання історія
Вважається, що за часів пізньої бронзової доби на пагорбі Аясулук було розташовано місто Апаса, столиця королівства Арцава, і базиліка була побудована на руїнах колишнього міста.

### Церква Юстиніана
Про базиліку Святого Іоанна в її ранній період збереглося мало відомостей; єдиним джерелом інформації є короткий опис  наданий Прокопієм в одній із його праць «Про будови»:
|  | Випадково перед містом Ефесом було якесь місце, яке лежало на крутому горбистому схилі, з оголеним ґрунтом і непридатне для вирощування врожаю, навіть якщо спробувати його вирощувати, але взагалі суворе й грубе. На цьому місці місцеві жителі в давні часи поставили церкву апостолу Йоану; цього апостола було названо «богословом», оскільки природа Бога була описана ним у спосіб, який не під силу людині. Цю церкву, яка була маленькою і в зруйнованому стані через свій вік, імператор Юстиніан зруйнував дощенту і замінив церквою такою великою і гарною, що, коротко кажучи, вона дуже схожа в усіх відношеннях, і є конкурентом святині, яка присвячена всім апостолам в імперському місті... |

Будівництво церкви почалося в 548 р. і було завершено в 565 р. Будівництвом цієї церкви керував єпископ Іпатій Ефеський. Як провідний церковний теоретик і письменник свого часу, він, ймовірно, здобув прихильність Юстиніана і домігся реконструкції гробниці Святого Іоанна, оскільки значні будівельні проєкти в Малій Азії були рідкістю. Після завершення будівництва її вважали однією з найсвятіших церков свого часу і користувалися великою пошаною, як зазначає Прокопій у своїй «Таємній історії» :
|  | ... до святилища апостола Іоанна, яке там було найсвятішим і шанованим у великій пошані... |

Попри свою популярність після IX століття, вона більше не згадувалася, можливо, через будівництво нової церкви на честь Святого Іоанна.

## Дизайн

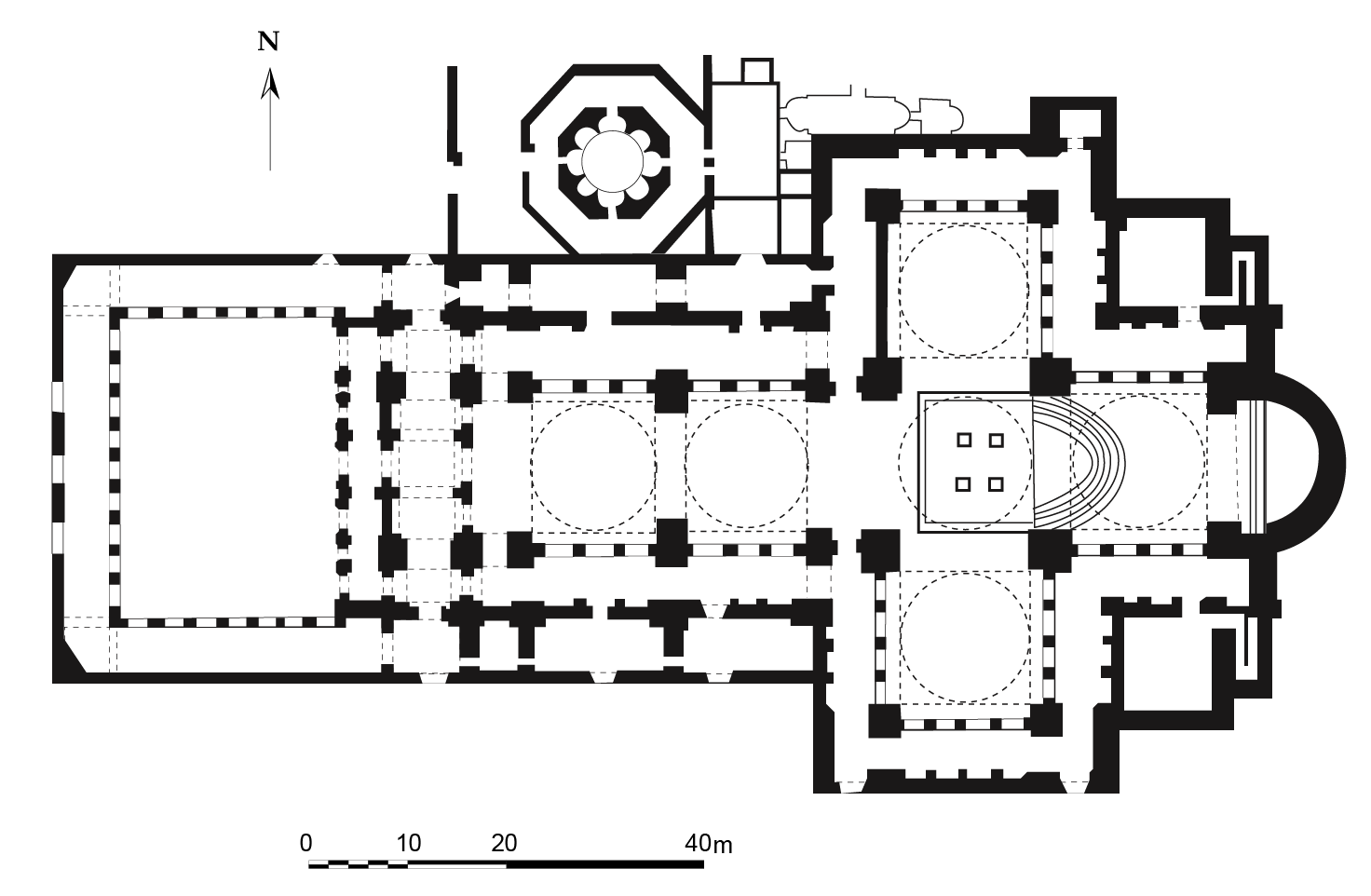
план поверху

### Матеріали
Базиліка була побудована майже повністю з цегли та каменю ( тесаного каменю ), тоді як колони були зроблені з мармуру або були покриті мармуром , щоб витримати вагу куполів. Використання веж із дерев'яними дахами, розташованих над навою, що передувала вівтарній частині та самому вівтарю, також було прийняте з V століття.

### Будівництво
Першою будівлею, яка була побудована на могилі Святого Іоанна, був свого роду мавзолей, який одночасно служив і церквою. У 4 столітті під час правління Феодосія над ним була побудована базиліка. Через два століття, оскільки це місце лежало в руїнах, Юстиніан розпочав будівництво набагато більшої церкви.  Для порівняння, Феодосійська базиліка мала розміри 75 x 44,5 метра, а базиліка Юстиніана – 130 x 65 метрів. План був закладений на місці Константинового Апостоліону і був організований у формі грецького хреста. І хоча будівництво цієї церкви відбувалося за імператорським наказом, жителі Ефеса були тими, хто зробив більшу частину будівництва. Мармурові прикраси були зроблені в Константинополі і, можливо, також в Ефесі. Основи, колони та капітелі нефа були виготовлені та імпортовані з Константинополя або каменоломень Проконнесу. Хоча більшу частину капітелі східної частини церкви зробили місцеві майстри, наслідуючи константинопольський зразок і модель. Навіть після правління Юстиніана прикраси все ще додавалися, особливо Юстином II і Тиберієм II 
Найбільш вражаючою особливістю базиліки є її масивна апсида, прикріплена до східних стовпів перехрестя з оточуючим проходом між двома стінами, який, як вважають, мав тунельне склепіння.
Як стверджував Прокопій, земля навколо церкви була  непридатною для проживання, і її не можна було використовувати для обробки. Щоб вирішити цю проблему, Юстиніан побудував акведук біля церкви, що згодом значно допомогло місту Ефес і забезпечило процвітання околиць церкви протягом століть.

### Екстер'єр

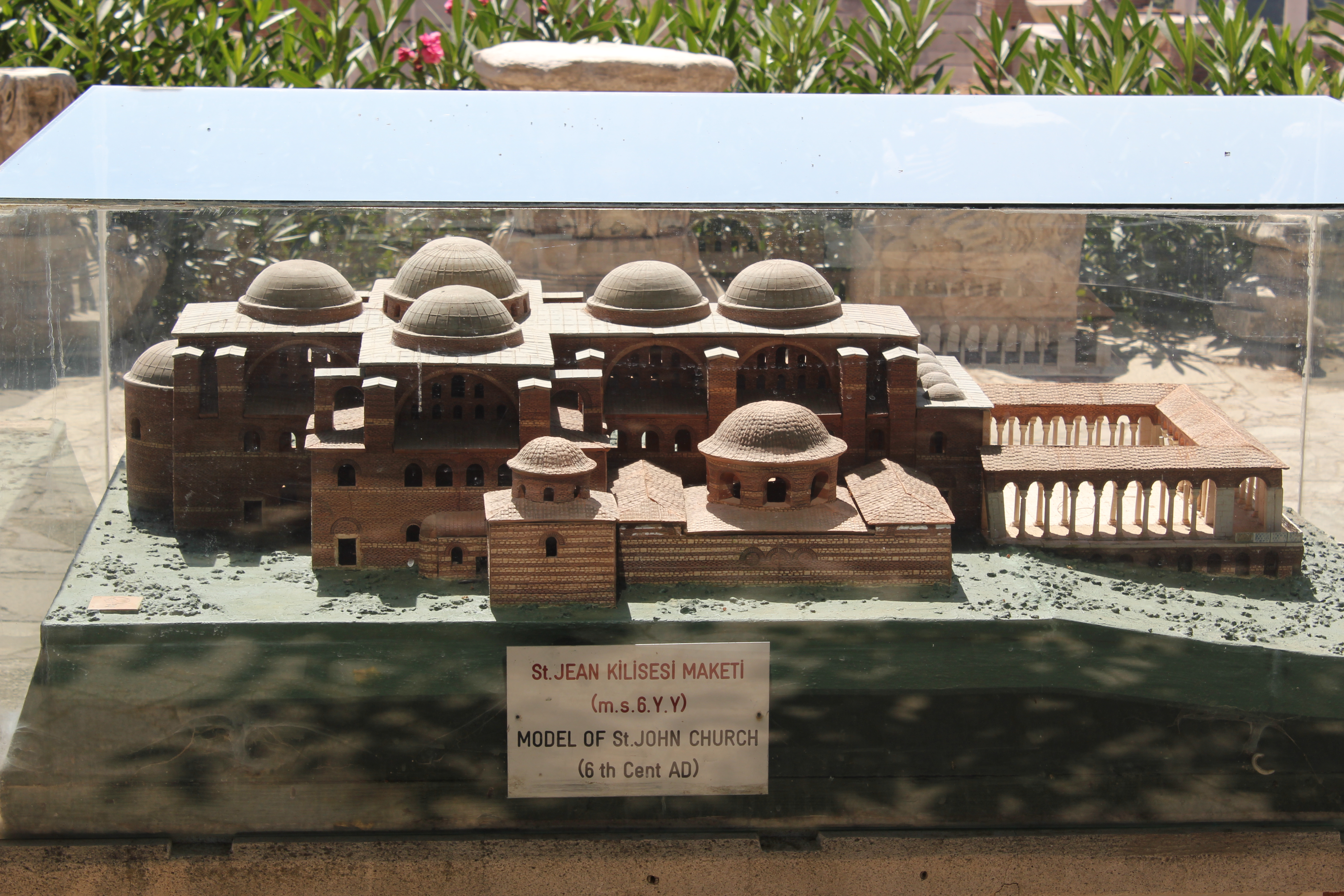
Гіпотетична модель.

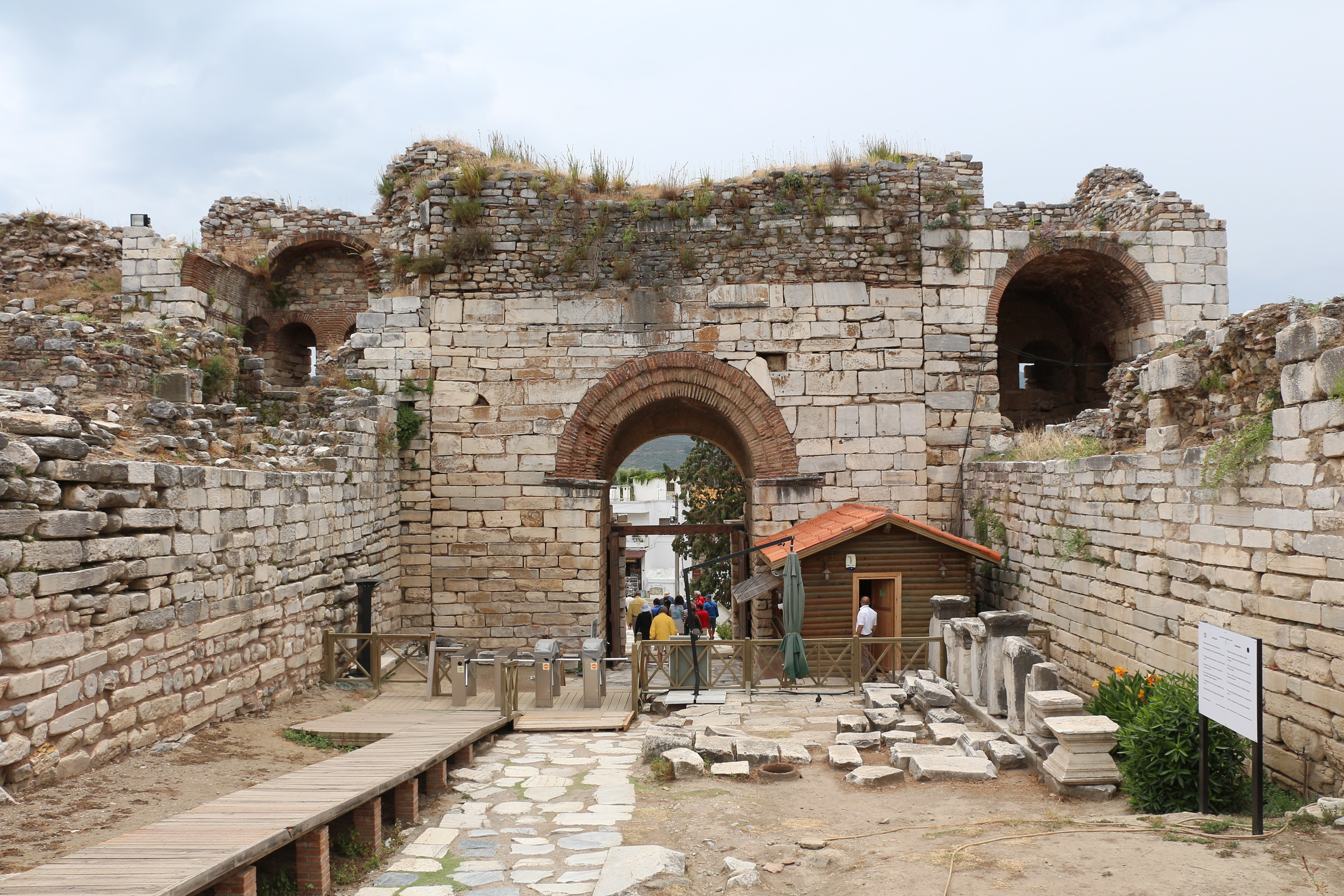
Ворота переслідувань, що ведуть до базиліки Святого Іоанна, Ефес, Туреччина

Вузькокутне панорамне зображення передньої частини базиліки Святого Іоанна в Ефесі

Базиліка Св. Іоанна, схожа на церкву Святих Апостолів, також мала хрестоподібну форму. Базиліка була купольною, де куполи розміщені над центральним перехрестям, хорами, трансептами та навою. П'ять куполів спиралися на міцні опори в кутах хреста і перевищували рамена та центр перехрестя. Щоб утримати такі куполи на місці, були побудовані та зведені масивні мармурові стовпи, щоб підтримувати куполи. Подібно до Церкви Святих Апостолів, Базиліка Святого Іоанна базувалася на концепції множення стандартного елементу, використовуючи короткі бочкоподібні склепіння для розширення квадратної куполоподібної бухти у форму хреста. Куполи церкви також були повністю вкриті мозаїкою.  До смерті Феодори в 548 році Юстиніан розмістив її і свою монограму на капітелях.
Головні вхідні ворота до базиліки називалися «Ворота переслідування»  тоді як стіни атріуму, які були побудовані, оточували саму базиліку. Стіни складалися з веж, які були або порожніми, або використовувалися як бастіони.
Північна сторона церкви також мала великий восьмикутний баптистерій, схожий на баптистерій Святої Марії. Біля нього було прямокутне приміщення з мармуровою підлогою та апсидою, вимощеною мозаїкою.

### Інтер'єр

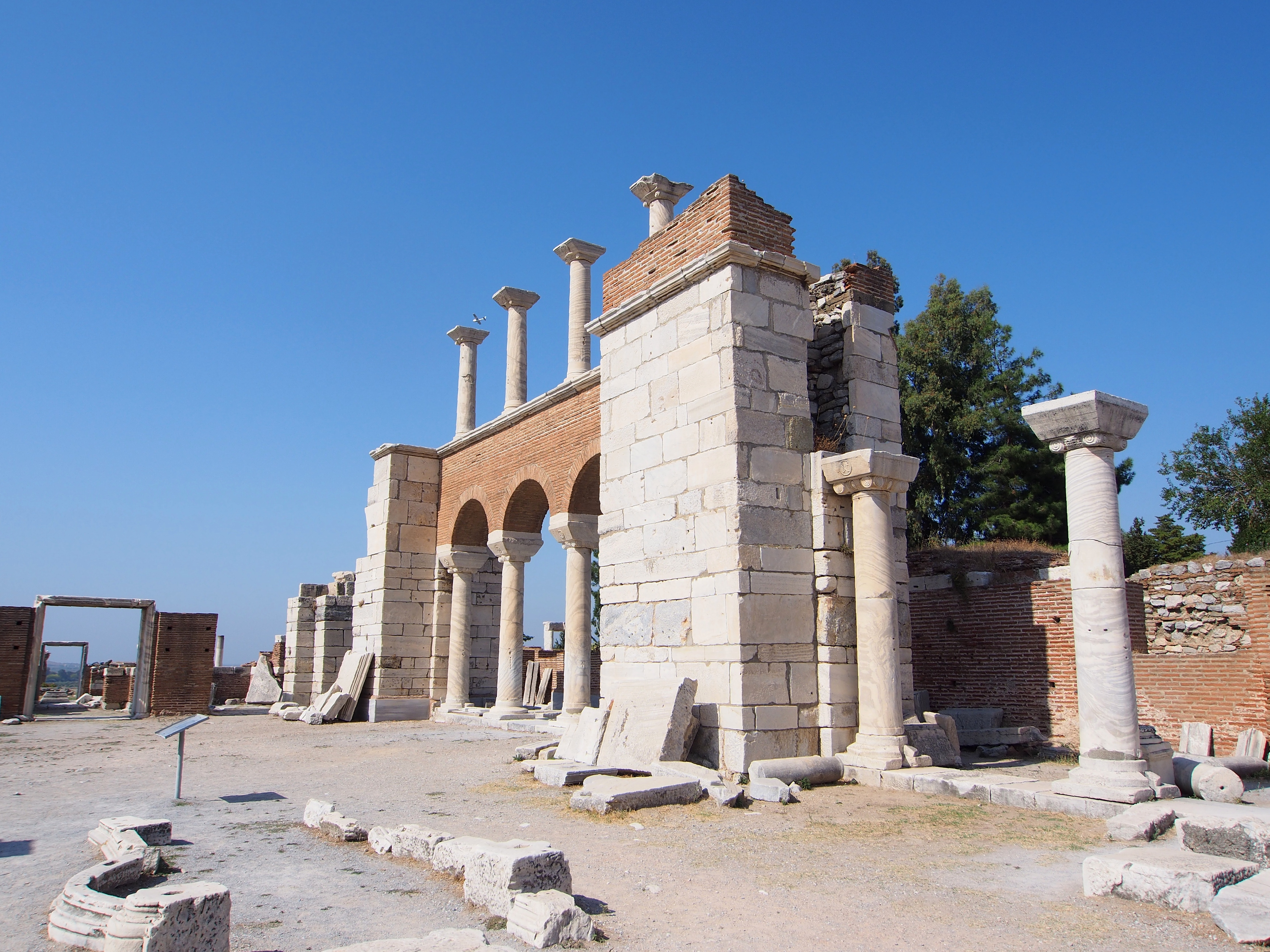
Часткова реконструкція

Внутрішнє склепіння церкви було вкрите мозаїкою, а стіни та стовпи були покриті мармуровими плитами та прикрашені різними кольорами. Підлоги також були вкриті мозаїкою. Численні частини базиліки були різного розташування, що створювало враження великої кількості красивих величезних східних килимів  які «казковим чином» вкривали всю церкву. Безпосередньо під вівтарем лежав склеп із кількома кімнатами, серед яких – сама могила св. Іоана  На самому вівтарі можна прочитати напис 14-го вірша 132-го псалма, який говорить:
|  | Це місце мого вічного спочинку, тут оселюся я. |

Інтер’єр церкви був би вкритий фресками. Іпатій, єпископ Ефесський, був відомий тим, що виступав за використання ікон  у церкві. Після завершення будівництва храму інтер’єр вкривали ікони, зображення святих, сцени зі Старого та Нового Заповіту. Картини включали зображення Христа, який воскрешає Лазаря з мертвих, і Христа, що вінчає Юстиніана і Теодору. Окрім цього, інші можливі епіграми могли з’явитися всередині церкви, одна з яких походить із першої книги Грецької антології, а інші – у вигляді розписів, що відображають походження церкви як імперського замовлення.

### Легенди і чудеса
Протягом свого жття і до самої смерті в Ефесі святий Іоанн проповідував християнство. Згідно з легендою, перед смертю Христос разом з усіма іншими апостолами відвідав святого Івана і сказав йому:
|  | Прийди, мій улюблений, і приєднайся до мене та до всіх інших своїх братів за моїм столом; нарешті настав час це зробити... наступної неділі ти прийдеш, щоб залишитися зі мною. |
Згідно цієї історії, наступної неділі святий Іоанн продовжив свою проповідь християнства, перш ніж нарешті повідомити своїм учням про свій час. Потім він увійшов до печери своєї церкви, де засяяло яскраве світло, яке не дозволило його учням увійти далі. Коли світло розвіялося, розвіявся і святий Іоанн.  Його легенда зміцнилася, коли розкриття його гробниці під час правління Костянтина не дало жодного тіла чи реліквій. Іншим фактом, який продовжує поширювати легенду про вознесіння св. Іоанна на небо, є те, що в той час як тіла чи реліквії всіх інших святих були затребувані принаймні одним або кількома містами/церквами, св. Іоанн (разом з Марією, Матіррю Ісуса) — єдиний святий, тіло якого ніхто і ніде не вимагає.
Також було сказано, що святий Іоанн не був мертвим, а спав під гробницею. І кожного разу, коли він дихав, він ворушив пил навколо свого вівтаря, що, у свою чергу, робило її святою. Через це вважалося, що пил, який називають манною, може лікувати хворих.

### Паломництва
Історії про святого Івана та «манну» продовжували зростати і навіть привернули увагу святого Августина, який не міг їх відкинути. Англосаксонський Віллібальд, який згодом став єпископом і святим, також почув про це і був одним із перших з багатьох паломників до могили св. Іоанна.
За цією історією гробниця творила своє чудо щороку 8 травня, під час нічного свята на честь св. Іоанна, протягом майже тисячі років , спонукаючи багато паломництв протягом середньовіччя.
Паломники, які прямували до Ефесу, не залишались з порожніми руками. Для паломників на могилі св. Іоанна виготовляли фляги. Зазвичай на цих колбах також був нанесений образ святого. Їх використовували для збору пилу, який з’являвся навколо гробниці Святого Іоанна, який потім переносили паломникам на відповідну батьківщину, де, як кажуть, він творив чудеса, зцілюючи хвороби та навіть заспокоюючи шторми на суші чи морі.

## Зовнішні посилання
- Базиліка Святого Іоанна, Ефес від sacred-destinations.com
- Фотографії з базиліки Святого Іоанна з сайту turkishtravelblog.com
- 140 фото на некомерційному сайті